# Campionat de Catalunya de judo masculí
|  | Aquest article és sobre la competició masculina. Per a la competició femenina, vegeu Campionat de Catalunya de judo femení |

El Campionat de Catalunya de judo masculí és una competició esportiva de judo a Catalunya. De caràcter anual, fou creat l'any 1953 i és organitzat per la Federació Catalana de Judo i Disciplines Associades. Hi participen els judokes de categoria absoluta en set categories diferents segons el seu pes. Al llarg de la seva història, la competició progressivament introduí les diferents categories per pes del competidor, d'acord amb les normes establertes per la Federació Internacional de Judo. Tradicionalment, s'ha celebrat tradicionalment a Barcelona, i els darrers anys al Pavelló Llars Mundet.
Durant els primers anys es disputà en categoria oberta, destacant les victòries de Josep Pons, primer campió, i Enric Aparicio, amb quatre títols (1954, 1955, 1956, 1959).

## Historial
| Edició  | Data | Campió                                                     | Campió                                                     | Campió                                                     | Campió                                                     | Campió                                                     | Campió                                                     | Campió                                                     | Seu                                                        | refs. |
| ------- | ---- | ---------------------------------------------------------- | ---------------------------------------------------------- | ---------------------------------------------------------- | ---------------------------------------------------------- | ---------------------------------------------------------- | ---------------------------------------------------------- | ---------------------------------------------------------- | ---------------------------------------------------------- | ----- |
| I       | 1953 | Josep Pons Fort                                            | Josep Pons Fort                                            | Josep Pons Fort                                            | Josep Pons Fort                                            | Josep Pons Fort                                            | Josep Pons Fort                                            | Josep Pons Fort                                            | Barcelona                                                  | [ 2 ] |
| II      | 1954 | Enric Aparicio Robert                                      | Enric Aparicio Robert                                      | Enric Aparicio Robert                                      | Enric Aparicio Robert                                      | Enric Aparicio Robert                                      | Enric Aparicio Robert                                      | Enric Aparicio Robert                                      | Saló Iris, Barcelona                                       | [ 3 ] |
| III     | 1955 | Enric Aparicio Robert                                      | Enric Aparicio Robert                                      | Enric Aparicio Robert                                      | Enric Aparicio Robert                                      | Enric Aparicio Robert                                      | Enric Aparicio Robert                                      | Enric Aparicio Robert                                      | Saló Iris, Barcelona                                       | [ 4 ] |
| IV      | 1956 | Enric Aparicio Robert                                      | Enric Aparicio Robert                                      | Enric Aparicio Robert                                      | Enric Aparicio Robert                                      | Enric Aparicio Robert                                      | Enric Aparicio Robert                                      | Enric Aparicio Robert                                      | Saló Iris, Barcelona                                       | [ 5 ] |
| V       | 1957 | Josep Pons Fort                                            | Josep Pons Fort                                            | Josep Pons Fort                                            | Josep Pons Fort                                            | Josep Pons Fort                                            | Josep Pons Fort                                            | Josep Pons Fort                                            | Barcelona                                                  | [ 2 ] |
| VI      | 1958 | José Busto Cortina                                         | José Busto Cortina                                         | José Busto Cortina                                         | José Busto Cortina                                         | José Busto Cortina                                         | José Busto Cortina                                         | José Busto Cortina                                         | Barcelona                                                  | [ 6 ] |
| VII     | 1959 | Enric Aparicio Robert                                      | Enric Aparicio Robert                                      | Enric Aparicio Robert                                      | Enric Aparicio Robert                                      | Enric Aparicio Robert                                      | Enric Aparicio Robert                                      | Enric Aparicio Robert                                      | Barcelona                                                  | [ 5 ] |
| VIII    | 1960 | Josep Pons Fort                                            | Josep Pons Fort                                            | Josep Pons Fort                                            | Josep Pons Fort                                            | Josep Pons Fort                                            | Josep Pons Fort                                            | Josep Pons Fort                                            | Barcelona                                                  | [ 2 ] |
| IX      | 1961 | José Busto Cortina                                         | José Busto Cortina                                         | José Busto Cortina                                         | José Busto Cortina                                         | José Busto Cortina                                         | José Busto Cortina                                         | José Busto Cortina                                         | Barcelona                                                  | [ 6 ] |
| X       | 1962 | José Domingo                                               | José Domingo                                               | José Domingo                                               | José Domingo                                               | José Domingo                                               | José Domingo                                               | José Domingo                                               | Barcelona                                                  |       |
| XI      | 1963 | Emili Serna                                                | Emili Serna                                                | Emili Serna                                                | Emili Serna                                                | Emili Serna                                                | Emili Serna                                                | Emili Serna                                                | Barcelona                                                  |       |
| Edició  | Data | Lleugers                                                   | Mitjos                                                     | Pesats                                                     | Totes les categories                                       | Totes les categories                                       | Totes les categories                                       | Totes les categories                                       | Seu                                                        | refs. |
| XII     | 1964 | Juan Orcera                                                | Cesar Paez                                                 | Juan Rovira                                                | Antonio Nacenta                                            | Antonio Nacenta                                            | Antonio Nacenta                                            | Antonio Nacenta                                            | Barcelona                                                  |       |
| XIII    | 1965 | Juan Orcera                                                | Cesar Paez                                                 | Juan Rovira                                                | Antonio Nacenta                                            | Antonio Nacenta                                            | Antonio Nacenta                                            | Antonio Nacenta                                            | Barcelona                                                  |       |
| XIV     | 1966 | Sánchez                                                    | Cesar Paez                                                 | Antonio Nacenta                                            | Antonio Nacenta                                            | Antonio Nacenta                                            | Antonio Nacenta                                            | Antonio Nacenta                                            | Barcelona                                                  | [ 7 ] |
| Edició  | Data | Lleugers                                                   | Semimitjos                                                 | Mitjos                                                     | Semipesats                                                 | Pesats                                                     | Totes les categories                                       | Totes les categories                                       | Seu                                                        | refs. |
| XV      | 1967 | Juan Orcera                                                | Fernando Reyero                                            | Jose Luis Ventura                                          | Juan Rovira                                                | Antonio Nacenta                                            | Antonio Nacenta                                            | Antonio Nacenta                                            | Granollers                                                 | [ 7 ] |
| XVI     | 1968 | Juan Orcera                                                | Fernando Reyero                                            | Ramon Sans                                                 |                                                            | Martin Lavernia                                            | Juan Rovira                                                | Juan Rovira                                                | Velòdrom, Mataró                                           |       |
| XVII    | 1969 | Juan Orcera                                                | Fernando Reyero                                            | Hen Tergouw                                                | Diego Fernandez                                            | Martin Lavernia                                            | Hen Tergouw                                                | Hen Tergouw                                                |                                                            |       |
| XVIII   | 1970 | Julian Azañon                                              | Ramon Sans                                                 | Carlos Martinez                                            | Hen Tergouw                                                | Martin Lavernia                                            | Martin Lavernia                                            | Martin Lavernia                                            |                                                            |       |
| XIX     | 1971 | Julian Azañon                                              | Iglesias                                                   | Ramon Sans                                                 | Rocafort                                                   | Antonio Nacenta                                            | Rocafort                                                   | Rocafort                                                   |                                                            |       |
| XX      | 1972 | Julian Azañon                                              | Ramon Sans                                                 | Francisco Marin                                            | Joan Moreto                                                | Constantin Von Gotzen                                      | Pedro Ruiz                                                 | Pedro Ruiz                                                 |                                                            |       |
| XXI     | 1973 | Julian Azañon                                              | Muñoz                                                      | Ricardo Antonio                                            | Joan Moreto                                                | Martin Lavernia                                            | Pedro Ruiz                                                 | Pedro Ruiz                                                 |                                                            |       |
| XXII    | 1974 | Julian Azañon                                              | Sagrera                                                    | Jordi Yuste                                                | Juan Rovira                                                | Pere Soler                                                 | Joan Moreto                                                | Joan Moreto                                                |                                                            |       |
| XXIII   | 1975 | Julian Azañon                                              | Diego Fernandez                                            | Jordi Yuste                                                | Joan Moreto                                                |                                                            | Ramon Sans                                                 | Ramon Sans                                                 |                                                            |       |
| XXIV    | 1976 | Carlos Lopez                                               | Alfonso Arjona                                             | Jordi Yuste                                                | Joan Moreto                                                | Pere Soler                                                 | Pere Soler                                                 | Pere Soler                                                 |                                                            |       |
| XXV     | 1977 | Ignacio Fita                                               | Diego Fernandez                                            | Manel Cortes                                               | Ramon Sans                                                 | Joan Moreto                                                | Pere Soler                                                 | Pere Soler                                                 |                                                            |       |
| XXVI    | 1978 |                                                            |                                                            |                                                            |                                                            | Pere Soler                                                 | Pere Soler                                                 | Pere Soler                                                 |                                                            |       |
| XXVII   | 1979 |                                                            |                                                            |                                                            |                                                            |                                                            |                                                            |                                                            |                                                            |       |
| Edició  | Data | <60 Kg                                                     | <66 Kg                                                     | <71 Kg                                                     | <78 Kg                                                     | <86 Kg                                                     | <95 Kg                                                     | >95 Kg                                                     | Seu                                                        | refs. |
| XXVIII  | 1980 | Fernando Frias                                             | Alfonso Arjona                                             | Gonzalez Linares                                           | Ferran Cabaño                                              | Jaume Griño                                                | Ricardo Antonio                                            | Pere Soler                                                 |                                                            |       |
| XXIX    | 1981 | Francesc Sobera                                            | Jimenez                                                    | Gonzalez Linares                                           | Pulchotz                                                   | Jaume Griño                                                | Jordi Yuste                                                | Pere Soler                                                 |                                                            |       |
| XXX     | 1982 | Carlos Amorin                                              | Jimenez                                                    | Gonzalez Linares                                           | Xavier Rubies                                              | Jaume Griño                                                | Ricardo Antonio                                            | Pere Soler                                                 | Manresa                                                    |       |
| XXXI    | 1983 | Francesc Sobera                                            | Fernández                                                  | Gonzalez Linares                                           | Xavier Rubies                                              | Jaume Griño                                                | Ricardo Antonio                                            | Pere Soler                                                 | Sabadell                                                   |       |
| XXXII   | 1984 | Xavier Trotta                                              | Alfonso Arjona                                             | Gonzalez Linares                                           | Xavier Rubies                                              | Antoni Forcadell                                           | Pere Soler                                                 | Alfonso Castro                                             | Llars Mundet, Barcelona                                    |       |
| XXXIII  | 1985 |                                                            |                                                            |                                                            |                                                            |                                                            |                                                            |                                                            |                                                            |       |
| XXXIV   | 1986 | Francesc Sobera                                            | Fernández                                                  | Joan Enrich                                                | Xavier Rubies                                              | Jaume Griño                                                | Sanchez                                                    | López                                                      |                                                            |       |
| XXXV    | 1987 | Francesc Sobera                                            | Fernández                                                  | Joan Enrich                                                | Jose Luis Rodriguez                                        | Cabot                                                      | Jaume Griño                                                | L. Camacho                                                 |                                                            |       |
| XXXVI   | 1988 | Javier Trotta                                              | F. Cantano                                                 | Joan Enrich                                                | Xavier Rubies                                              | González                                                   | Xavier Creus                                               | L. Camacho                                                 |                                                            |       |
| XXXVII  | 1989 | Masso                                                      | Fontova                                                    | Morales                                                    | Joan Enrich                                                | Antoni Forcadell                                           | Carlos Molina                                              | Aquino                                                     |                                                            |       |
| XXXVIII | 1990 | Francesc Sobera                                            | Cid                                                        | Morales                                                    | Joan Enrich                                                | Nebot                                                      | Jaume Griño                                                | Arenas                                                     |                                                            |       |
| XXXIX   | 1991 |                                                            |                                                            |                                                            |                                                            |                                                            |                                                            |                                                            |                                                            |       |
| XL      | 1992 |                                                            |                                                            |                                                            |                                                            |                                                            |                                                            |                                                            |                                                            |       |
| XLI     | 1993 | Jaume Maso                                                 | Gilberto Gregori                                           | Andres Sevilla                                             | Jose Luis Salas                                            | Antonio Tascon                                             | Antoni Forcadell                                           | Sergi Feja                                                 |                                                            |       |
| XLII    | 1994 | Antonio Maza                                               | Gilberto Gregori                                           | Andres Sevilla                                             | José Morales                                               | Antonio Tascón                                             | Manuel Castillo                                            | Fredie Itiose                                              |                                                            |       |
| XLIII   | 1995 |                                                            |                                                            |                                                            |                                                            |                                                            |                                                            |                                                            |                                                            |       |
| XLIV    | 1996 | Alberto Gil                                                | Gilberto Gregori                                           | Jose Maria Otto                                            | Eduardo Guzman                                             | Ruben Mendoza                                              | Héctor Gónzalez                                            | Francesc Flores                                            |                                                            |       |
| XLV     | 1997 | Jose Maria López                                           | Gilberto Gregori                                           | Benjamin Herreras                                          | Eduardo Guzman                                             | Carles Juste                                               | David Martínez                                             | David Millan                                               | Poliesportiu Llefià, Badalona                              |       |
| XLVI    | 1998 |                                                            |                                                            |                                                            |                                                            |                                                            |                                                            |                                                            |                                                            |       |
| XLVII   | 1999 | Xavier Jodar                                               | Sergio Redondo                                             | Maurici Casasayas                                          | David de Caralt                                            | Francisco Eloy Hita                                        | Jordi Saa                                                  | Desert                                                     |                                                            |       |
| Edició  | Data | <60 Kg                                                     | <66 Kg                                                     | <74 Kg                                                     | <81 Kg                                                     | <90 Kg                                                     | <100 Kg                                                    | >100 Kg                                                    | Seu                                                        | refs. |
| XLVIII  | 2000 | David Cabello                                              | Sergio Redondo                                             | Maurici Casasayas                                          | Eduardo Guzman                                             | Óscar Gispert                                              | Jordi Saa                                                  | Fredie Itiose                                              | Blanes                                                     |       |
| XLIX    | 2001 | Ruben Porta                                                | Edgar Massanes                                             | Maurici Casasayas                                          | José María Otto                                            | Jesús Aguilar                                              | Jordi Saa                                                  | Fredie Itiose                                              | Pineda de Mar                                              |       |
| L       | 2002 | Ruben Porta                                                | Andrés Guillén                                             | Maurici Casasayas                                          | Antonio Tascon                                             | Jesús Aguilar                                              | Hector Gonzalez                                            | Fredie Itiose                                              |                                                            |       |
| LI      | 2003 | Ernest Sánchez                                             | Edgar Massanes                                             | Xavi May                                                   | José María Otto                                            | Oscar Vizcarri                                             | Jordi Saa                                                  | Fredie Itiose                                              | Pavelló Poliesportiu de Badia del Vallès                   | [ 8 ] |
| LII     | 2004 | Dídac Rodríguez                                            | Edgar Massanes                                             | Maurici Casasayas                                          | José María Otto                                            | Carlos Jorge                                               | Erik Simón                                                 | Fredie Itiose                                              | Premià de Mar                                              |       |
| LIII    | 2005 | Dídac Rodríguez                                            | Edgar Massanes                                             | Maurici Casasayas                                          | Oscar Díaz                                                 | Isaac Carreño                                              | Hector Gonzalez                                            | Fredie Itiose                                              | Premià de Mar                                              |       |
| LIV     | 2006 | David Del Campo                                            | Edgar Massanes                                             | Edgar Martínez                                             | Maurici Casasayas                                          | Isaac Carreño                                              | Francesc González                                          | Mauricio Penbina                                           |                                                            |       |
| LV      | 2007 | Àlex Timoneda                                              | Daniel Carreño                                             | José Conde                                                 | Maurici Casasayas                                          | Màrius Samper                                              | Miguel Àngel Díaz                                          | Iván Moreno                                                | Llars Mundet, Barcelona                                    |       |
| LVI     | 2008 | Oriol Maraver                                              | Âlex Timoneda                                              | José Conde                                                 | Maurici Casasayas                                          | Ababei Tiberius                                            | Francisco González                                         | Miguel Àngel Díaz                                          | Llars Mundet, Barcelona                                    |       |
| LVII    | 2009 | David Del Campo                                            | Gela Kirvalidze                                            | Imanol Rico                                                | Maurici Casasayas                                          | Joan Tur                                                   | Fran Molina                                                | Miguel Àngel Díaz                                          | Llars Mundet, Barcelona                                    |       |
| LVIII   | 2010 | David Del Campo                                            | Eric Peña                                                  | Edgar Masanés                                              | Maurici Casasayas                                          | Serhy Pavlov                                               | Daniel Buendía                                             | Fran Molina                                                | Sant Sadurní d'Anoia                                       |       |
| LIX     | 2011 | Víctor Garcia                                              | David Del Campo                                            | Ruben Garcia                                               | Tomás Morales                                              | Maurici Casasayas                                          | Miguel Ángel Díaz                                          | Fran Molina                                                |                                                            |       |
| LX      | 2012 | Víctor Garcia                                              | Eric Peña                                                  | Giorgi Khabuliani                                          | Jesus Perez                                                | Andres Lizan                                               | Marc Fortuny                                               | Fran González                                              | Llars Mundet, Barcelona                                    |       |
| LXI     | 2013 | Víctor Garcia                                              | Marc Esbrí                                                 | Ruben Garcia                                               | Tomás Morales                                              | Marc Xancó                                                 | Jordi Maya                                                 | Victor Ferreres                                            | Llars Mundet, Barcelona                                    |       |
| LXII    | 2014 | Marc Castellà                                              | Eric Peña                                                  | Oscar López                                                | Jesús Fuente                                               | Sergi Salas                                                | Daniel Buendia                                             | Victor Ferreres                                            | Llars Mundet, Barcelona                                    |       |
| LXIII   | 2015 | Luis Veloz                                                 | Javier Cabello                                             | Gela Liparteliani                                          | Jaba Bitadsze                                              | Sergi Salas                                                | Khachidze Temo                                             | Victor Ferreres                                            | Llars Mundet, Barcelona                                    |       |
| LXIV    | 2016 | Amadeu Riera                                               | Denis Vieru                                                | Gheorghe Blanaru                                           | Tomás Morales                                              | Carles Platier                                             | Teimuraz Khachidze                                         | Miguel Ángel Díaz                                          | Llars Mundet, Barcelona                                    |       |
| LXV     | 2017 | Oriol Subirana                                             | Giorgi Tkemaladke                                          | Rubén García                                               | Jaba Bitasdze                                              | Teimuraz Khachidze                                         | Luis Emilio Saladin                                        | Miguel Ángel Díaz                                          | Coma-ruga, El Vendrell                                     | [ 9 ] |
| LXVI    | 2018 | Jorge Luis Veloz                                           | Pol López                                                  | Giorgi Bendeliani                                          | Dmytro Tsiukh                                              | Sergi Salas                                                | Teimuraz Khachidze                                         | Miguel Ángel Díaz                                          | Llars Mundet, Barcelona                                    |       |
| LXVII   | 2019 | Jorge Luis Veloz                                           | Gerard Garriga                                             | Giorgi Bendeliani                                          | Emanuel Toscano                                            | Ilia Khabuliani                                            | Sergi Salas                                                | Francisco Pérez                                            | Llars Mundet, Barcelona                                    |       |
| N/D     | 2020 | Edició cancel·lada pel risc públic de contagi del COVID-19 | Edició cancel·lada pel risc públic de contagi del COVID-19 | Edició cancel·lada pel risc públic de contagi del COVID-19 | Edició cancel·lada pel risc públic de contagi del COVID-19 | Edició cancel·lada pel risc públic de contagi del COVID-19 | Edició cancel·lada pel risc públic de contagi del COVID-19 | Edició cancel·lada pel risc públic de contagi del COVID-19 | Edició cancel·lada pel risc públic de contagi del COVID-19 |       |
| LXVIII  | 2021 | Saul Flores                                                | Pau Santacreu                                              | Giorgi Bendeliani                                          | Pol Menchaca                                               | Rubén Mendoza                                              | Yousef Saloum                                              | Víctor Ferreres                                            | Llars Mundet, Barcelona                                    |       |
| LXIX    | 2022 | Gerard Cuartilla                                           | David Niniashvili                                          | Giorgi Bendeliani                                          | Ruben García                                               | Pol Menchaca                                               | Víctor Barrero                                             | Francisco Pérez                                            | Llars Mundet, Barcelona                                    |       |